# Mulligan River (vattendrag i Kanada)
Mulligan River är ett vattendrag i Kanada.   Det ligger i provinsen Newfoundland och Labrador, i den östra delen av landet, 1 500 km nordost om huvudstaden Ottawa.